# Giro delle Fiandre femminile 2016
Il Giro delle Fiandre femminile 2016, tredicesima edizione della corsa e valido come quinta prova dell'UCI Women's World Tour 2016, si svolse il 3 aprile 2016 su un percorso di 141,2 km. La vittoria fu appannaggio della britannica Elizabeth Armitstead, che completò il percorso in 3h43'43", alla media di 37,915 km/h, precedendo la svedese Emma Johansson e l'olandese Chantal Blaak.
Sul traguardo di Oudenaarde 110 cicliste, su 180 partite dalla medesima località, portarono a termine la competizione.

## Squadre e corridori partecipanti
| N.      | Cod. | Squadra                         |
| ------- | ---- | ------------------------------- |
| 1-6     | WHT  | Wiggle-High5                    |
| 11-16   | DLT  | Boels-Dolmans Cycling Team      |
| 21-26   | RBW  | Rabo-Liv Women Cycling Team     |
| 31-36   | LPR  | Canyon-SRAM Racing              |
| 41-46   | CBT  | Cervélo-Bigla Pro Cycling Team  |
| 51-56   | OGE  | Orica-AIS                       |
| 61-66   | HPU  | Hitec Products                  |
| 71-76   | CPC  | Cylance Pro Cycling             |
| 81-86   | TIB  | Team Tibco-Silicon Valley Bank  |
| 91-96   | TLP  | Team Liv-Plantur                |
| 101-106 | UHC  | UnitedHealthcare Professional   |
| 111-116 | FUT  | Poitou-Charentes.Futuroscope.86 |
| 121-126 | BTC  | BTC City Ljubljana              |
| 131-136 | BPK  | BePink                          |
| 141-145 | ASA  | Astana Women's Team             |

| N.      | Cod. | Squadra                          |
| ------- | ---- | -------------------------------- |
| 151-156 | ALE  | ALÉ-Cipollini                    |
| 161-166 | LBL  | Lotto-Soudal Ladies              |
| 171-176 | PHV  | Parkhotel Valkenburg Continental |
| 181-186 | LZE  | Lensworld-Zannata                |
| 191-196 | VLL  | Topsport Vlaanderen-Etixx        |
| 201-206 | SEF  | Servetto-Footon                  |
| 211-216 | ISG  | Inpa-Bianchi                     |
| 221-226 | T16  | Twenty16-Ridebiker               |
| 231-236 | VAI  | Aromitalia-Vaiano                |
| 241-246 | LWW  | Lares-Waowdeals Women            |
| 251-256 | LTK  | Lointek                          |
| 261-266 | PAC  | Podium Ambition Pro Cycling      |
| 271-276 | BMS  | Team BMS Birn                    |
| 281-286 | TOG  | Top Girls Fassa Bortolo          |
| 291-296 | DRP  | Drops Cycling Team               |

## Ordine d'arrivo (Top 10)
| Pos. | Corridore              | Squadra   | Tempo    |
| ---- | ---------------------- | --------- | -------- |
| 1    | Elizabeth Armitstead   | Boels     | 3h43'27" |
| 2    | Emma Johansson         | Wiggle    | s.t.     |
| 3    | Chantal Blaak          | Boels     | a 2"     |
| 4    | Megan Guarnier         | Boels     | s.t.     |
| 5    | Elisa Longo Borghini   | Wiggle    | s.t.     |
| 6    | Ellen van Dijk         | Boels     | s.t.     |
| 7    | Annemiek van Vleuten   | Orica-AIS | s.t.     |
| 8    | Pauline Ferrand-Prévot | Rabo-Liv  | s.t.     |
| 9    | Claudia Lichtenberg    | Lotto     | s.t.     |
| 10   | Katarzyna Niewiadoma   | Rabo-Liv  | a 9"     |